# Зденек Пецка
Зденек Пецка (Zdeněk Pecka, 6 лютого 1954 — 30 січня 2024) — чехословацький академічний веслувальник і спортсмен.
Бронзовий призер Олімпійських Ігор 1976 (парні четвірки), 1980 (парні двійки) років.
Срібний призер Чемпіонату світу 1975, 1977 років у складі парної четвірки, бронзовий призер 1974 року в складі парної четвірки.